# Rom (Einheit)
Das Rom (Einheitenzeichen: rom) war ein 1964 vorgeschlagene Name für die Einheit der Elektrischen Leitfähigkeit im MKS-System, abgeleitet von den Anfangsbuchstaben der englischen Bezeichnung für die Einheit Ω−1·m−1 reciprocal ohm meter.